# Où étais-tu, Adam ?
Où étais-tu, Adam ? (titre original : Wo warst du, Adam?) est un roman de l'écrivain allemand Heinrich Böll paru en Allemagne en 1951.

## Préface
Deux citations précèdent ce texte de Böll : l'une de Theodor Haecker, écrivain, critique littéraire, traducteur et opposant résolu au nazisme mis à l'index dès 1936 : « Une catastrophe mondiale peut servir à bien des choses, entre autres à trouver un alibi devant Dieu. Où étais-tu, Adam? J'étais à la guerre » ; l'autre d'Antoine de Saint-Exupéry : « La guerre n'est pas une aventure. La guerre est une maladie. Comme le typhus. »

## Récit
L'auteur décrit en neuf épisodes le périple du soldat Feinhals depuis le front oriental jusqu'à la maison de ses parents. Il ordonne les épisodes en mosaïque composée, témoignant des déchirures matérielles et corporelles que la guerre impose. Sur son chemin, Feinhals rencontre d'autres soldats, des supérieurs, une aubergiste tchèque qui depuis plusieurs années voit le flux, le reflux et le déferlement incessant de soldats, une juive catholique dont on découvre le destin tragique, tous victimes dans le récit des revers d'une guerre sans fin.
L'auteur dépeint la désespérance qui se reflète dans les physionomies. Les descriptions se concentrent sur la survie au quotidien dans un monde que la vie semble avoir délaissé, et qui empêche toute vie intérieure. Néanmoins, les personnages luttent contre ce vide, avec le vague espoir de le vaincre, de vivre à nouveau. L'auteur cependant ne laisse aucune illusion sur l'issue de cette entreprise absurde qu'est la guerre. Le supérieur de Feinhals est tué lors de la capitulation par un obus ; la femme juive est tuée brutalement dans un camp de concentration ; et Feinhals, arrivé enfin à la maison de ses parents, meurt tué par une grenade, le drapeau de capitulation devenant son suaire. 
Dans ce roman, Heinrich Böll plonge le lecteur dans la même hébétude que celle à laquelle ses personnages, tout particulièrement Feinhals, sont sujets. Le roman atteste de l'absurdité dans laquelle le genre humain est plongé en temps de guerre. Le roman ne se veut ni documentaire ni roman sur la guerre, celle-ci étant la toile de fond du récit. L'auteur y traite un sujet défini : les mécanismes qui engendrent la soumission. Böll le précise lors d'une interview qu'il donne à René Wintzen :
« En temps de guerre l'autorité est directe. Elle est vraiment directe. Le supérieur peut commander le subalterne, alors que dans une entreprise, ou dans un quartier, ou bien dans une petite commune qui est tyrannisée par quelqu'un, par le maire, ou par le curé, ou bien encore par un enseignant, l'autorité n'est pas aussi directe. 
Dans ce contexte, je vois les personnages d'Où étais-tu, Adam ? transvestis. Je pourrais me les imaginer autrement vêtus. Je répète, c'est une hypothèse. (...) Je veux en venir aux conditions existentielles dans lesquelles la soumission et l'asservissement deviennent possibles. (...) Et si nous restons sur notre exemple, alors nous voyons un jeune homme - en l'occurrence un soldat -, qui est pris au piège dans cette machinerie. 
Vous n'avez plus qu'à enlever les vêtements, la cruauté particulière du régime nazi, les camps de concentration, les camps d'extermination pour juifs, tout ça ; c'est comme ça qu'un roman pourrait voir le jour, qui serait très près d'Où étais-tu, Adam ? 
La différence, et c'est une différence d'une grande importance, c'est la mort en temps de guerre. » 